# Kanton Autun-Nord
Der Kanton Autun-Nord war bis 2015 ein französischer Wahlkreis im Arrondissement Autun im Département Saône-et-Loire und in der Region Burgund. Sein Hauptort war Autun. Vertreter im Generalrat des Départements war zuletzt von 2011 bis 2015 Ghislane  Colombo (PS), er folgte Didier Martinet (auch PS, Amtszeit 2004–2011) nach. 

## Gemeinden
Der Kanton bestand aus vier Gemeinden und einem Teil von Autun (angegeben ist hier die Gesamteinwohnerzahl, im Kanton lebten etwa 8.400 Einwohner):
| Gemeinde         | Einwohner Jahr | Fläche km² | Bevölkerungsdichte | Code INSEE | Postleitzahl |
| ---------------- | -------------- | ---------- | ------------------ | ---------- | ------------ |
| Autun            | 13.863 (2013)  | –          | – Einw./km²        | 71014      | 71400        |
| Dracy-Saint-Loup | 600 (2013)     | –          | – Einw./km²        | 71184      | 71400        |
| Monthelon        | 390 (2013)     | –          | – Einw./km²        | 71313      | 71400        |
| Saint-Forgeot    | 491 (2013)     | –          | – Einw./km²        | 71414      | 71400        |
| Tavernay         | 488 (2013)     | –          | – Einw./km²        | 71535      | 71400        |